# Lucas Jetten
Lucas Jetten (Natalspruit, 7 juni 2007) is een Nederlandse voetballer die doorgaans speelt als linksback. In 2024 tekende Jetten zijn eerste profcontract bij Ajax. In augustus 2024 debuteerde hij voor Jong Ajax.

## Clubcarrière
Jetten begon met voetballen bij voetbalvereniging Sporting Martinus, waarna hij in 2015 werd gescout voor de jeugdopleiding van Ajax.
Op 13 mei 2024 tekende hij zijn eerste profcontract bij Ajax, hij zette zijn handtekening onder een verbintenis tot 30 juni 2026.
Op 10 juni 2024 werd Jetten uitgeroepen tot grootste talent van de Ajax jeugdopleiding en kreeg hij daarvoor de Abdelhak Nouri-trofee.
Jetten debuteerde op 12 augustus 2024 in de Eerste divisie tegen Jong PSV. Hij viel na 58 minuten in voor Nassef Chourak.

## Clubstatistieken
| Seizoen | Club      | Competitie     | Competitie | Competitie | Beker | Beker | Internationaal | Internationaal | Totaal | Totaal |
| Seizoen | Club      | Competitie     | Wed.       | Dlp.       | Wed.  | Dlp.  | Wed.           | Dlp.           | Wed.   | Dlp.   |
| ------- | --------- | -------------- | ---------- | ---------- | ----- | ----- | -------------- | -------------- | ------ | ------ |
| 2024/25 | Jong Ajax | Eerste divisie | 1          | 0          | —     | —     | —              | —              | 1      | 0      |
| Totaal  | Totaal    | Totaal         | 1          | 0          | 0     | 0     | 0              | 0              | 1      | 0      |

Bijgewerkt op 12 augustus 2024.

## Privé
Jetten werd geboren in Natalspruit in Zuid-Afrika. Hij werd geadopteerd door zijn Nederlandse moeder die eerder in het land had gewerkt en gewoond.